# Рейнская Франкония

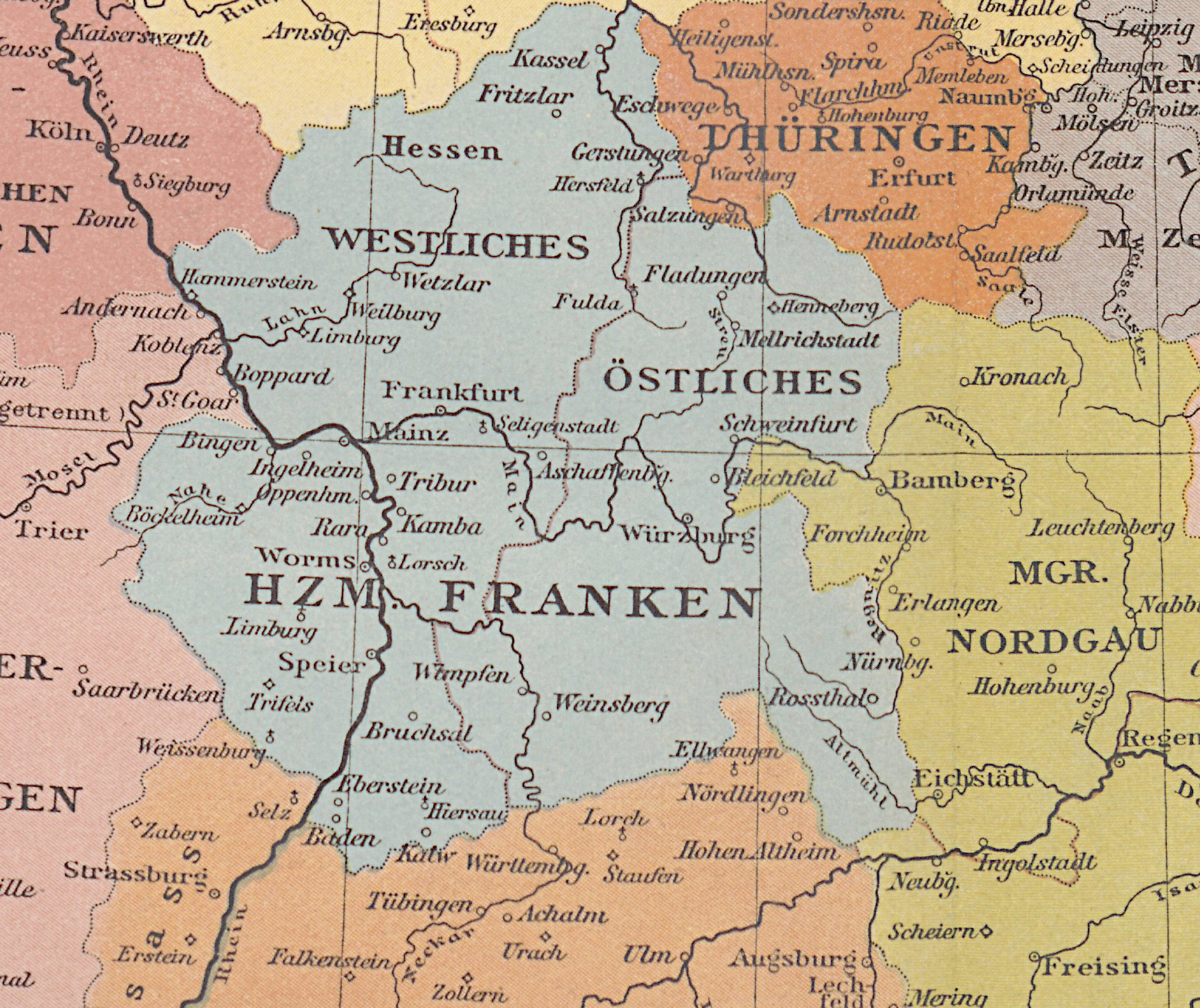
Западная и Восточная Франкония в IX веке

Рейнская Франкония (нем. Rheinfranken) или Западная Франкония (нем. Westfranken) — часть центральногерманского родового герцогства Франкония в X—XI вв. с резиденцией в городе Вормс. Территория, расположенная на берегу реки Рейн, примерно соответствовала современной федеральной земле Гессен и прилегающему к нему Пфальцу на юге.

## Предыстория
Земли по Рейну, Неккару и Майну где позже возникло племенное герцогство Франкония, долгое время входили в состав франкского королевства Австразия. При Карле Великом они стали частью Каролингской империи.
В ходе распада империи образовалось герцогство Франкония, получившая имя в честь племени Франков. С момента создания за власть над регионом шла борьба разных родов. Во времена Людовика Дитяти (900—911) шла борьба между родами Поппонов (Бабенбергов) имевших резиденцию в Бабенберге и Конрадинов, происходивших из Нижнего Лангау. Конрадины победили, а в 911 году Конрад I стал королём Германии. После смерти Конрада I в 918 отношения его родственников правивших Франконией) и представителей Саксонской династии (правивших Германией) складывались нормально. Но после того как в 938 году Эберхард поддержал восстание
Танкмара, Генриха Саксонских и Гизельберта Лотарингского против короля Германии Оттона I и был разбит в 939 году в битве при Андернахе восстание было подавлено, а герцогство Франкония подчинено непосредственно королю.

## История Рейнской Франконии

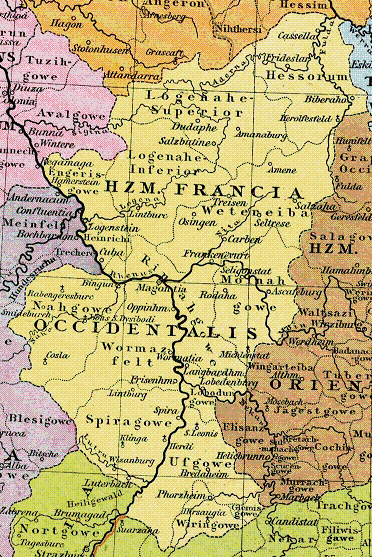
Рейнская Франкония около 1000 года. Графства

Зять короля Оттона I граф Конрад Рыжий был не только герцогом Лотарингии, но и объединил большое количество франконских земель: аллоды в Вормсе, Шпейере, Наэ и других округах стали основой Рейнской Франконии. Конрад Рыжий и его ближайшие наследники несмотря на своё могущество в регионе не имели титула герцога Франконии. Этих графов иногда неофициально называли герцогами Франконии из-за серьёзной власти в регионе.
Правнук Конрада Рыжего Конрад II в 1024 стал королём Германии, а в 1027 и императором. Салическая династия, которая дала Священной Римской империи в XI—XII вв. четырёх императоров (Конрада II, Генриха III, Генриха IV и Генриха V) опиралась на Франконию.
Императоры из Салической династии, а позже и из династии Штауфенов пытались создать на землях Франконии (в том числе и в и Рейнской Франконии) свой домен. Но борьба с папами и разными духовными и светскими феодалами привели к ослаблению их власти и окончательному распаду герцогства во время междуцарствия.
Рейнская Франкония стала состоять из конгломерата небольших государств, таких как княжества-епископства Майнц, Шпейер и Вормс, графства Нассау, Катценельнбоген, Ганау а также ландграфство Гессен, тогда входившее в состав Тюрингии. Наряду с этими сравнительно крупными образованиями было много мелких государств, например города Франкфурт, Шпейер и Вормс и другие.

## Последующие государства
К XIII в. на территории Западной Франконии были следующие государства:
| - Майнцское курфюршество - Шпейерское княжество-епископство - Аббатство Герсфельд - Маркграфство Баден - Пфальцграф Рейнский - Графство Кальв - Ландграфство Гессен - Катценельнбоген (графство) - Графство Лейнинген - Графство Нассау - Графство Нидда - Графство Веттерау - Графство Ганау | - Рауграфство - Рейнграфство - Графство Сольмс - Графство Спонхайм - Графство Фельденц - Графство Вальдек - Графство Вайсенбург - Графство Вид - Вильдграфы - Графство Виттгенштайн - Графство Цигенхайн - Графство Цвейбрюкен |  |

В 1500 году при создании имперских округов эти территории стали частью Верхнерейнского округа. А часть вошла в Куррейнский округ.

## Другие Франконии
В начале XII в епископам Вюрцбурга удалось получить титул «герцогов Франконии» с господством над Восточной Франконией. Император Генрих V попытался отнять этот титул у Эрлунга и отдать Штауфенам. В 1168 году император Фридрих Барбаросса утвердил за епископами Вюрцбурга титул «герцога Восточной Франконии».
Восточная половина исторического герцогства Франкония на реке Майн вокруг городов Вюрцбург и Нюрнберг образует современный регион Франкония на севере земли Бавария.